# Canton de Lunel
Le canton de Lunel est une circonscription électorale française située dans le département de l'Hérault, dans l'arrondissement de Montpellier.

## Histoire
Un nouveau découpage territorial de l'Hérault (département) entre en vigueur à l'occasion des élections départementales de 2015. Il est défini par le décret du 26 février 2014, en application des lois du 17 mai 2013 (loi organique 2013-402 et loi 2013-403). Les conseillers départementaux sont, à compter de ces élections, élus au scrutin majoritaire binominal mixte. Les électeurs de chaque canton élisent au Conseil départemental, nouvelle appellation du Conseil général, deux membres de sexe différent, qui se présentent en binôme de candidats. Les conseillers départementaux sont élus pour 6 ans au scrutin binominal majoritaire à deux tours, l'accès au second tour nécessitant 12,5 % des inscrits au 1er tour. En outre la totalité des conseillers départementaux est renouvelée. Ce nouveau mode de scrutin nécessite un redécoupage des cantons dont le nombre est divisé par deux avec arrondi à l'unité impaire supérieure si ce nombre n'est pas entier impair, assorti de conditions de seuils minimaux. Dans l'Hérault, le nombre de cantons passe ainsi de 49 à 25.
À la suite du redécoupage cantonal de 2014, les limites territoriales du canton sont remaniées. Le nombre de communes du canton passe de 13 à 15.

## Juges de paix
- 1807-1830 : François Ménard[7]
- 1830 : Jean Pons
- 1830-1855 : ? Vanderburch[8]
- 1856-1858 : Victor Viguier
- 1858-1864 : Joseph Viennet[9]
- 1864-1870 : ? Raynaud[10]
- 1870 : Émilien Armély[11]
- 1870-1877 : ? Brouliet[12]
- 1877-1879 : ? Diffre[13]
- 1879-1885 : ? Hercod[14]
- 1885-1888 : ? Devèze[15]
- 1888-1905 : Jules Gal[16]
- 1905-1909 : Paul Flouirac[17]
- 1909-1927 : Joseph Brousse[18]
- 1927-1937 : Léopold Grach[19]
- 1937-1945 : Émilien Sibilain[20]
- 1946-1950 : Charles Eyraud-Joly[21]
- 1950-1955 : Henri Saury[22]

## Représentation

### Conseillers généraux de 1833 à 2015
| Période | Période      | Identité                   | Étiquette        | Qualité |
| ------- | ------------ | -------------------------- | ---------------- | --- |
| 1833    | 1848         | Marc-Antoine Ménard        |                  | Maire de Lunel (1830-1837), puis maître de poste                                                                                     |
| 1848    | 1852         | Aimé Chambon               | Droite           | Avocat, propriétaire à Montpellier                                                                                                   |
| 1852    | 1871         | Charles Bézard (1821-1904) |                  | Propriétaire Maire de Lunel (1849-1865)                                                                                              |
| 1871    | 1873 (décès) | Auguste Malinas            |                  | Propriétaire Maire de Lunel (1871-1873)                                                                                              |
| 1874    | 1880         | Paul Ménard-Dorian         | Républicain      | Industriel métallurgiste Député (1877-1889 et 1890-1893)                                                                             |
| 1880    | 1904         | Adolphe Védel              | Républicain Rad. | Docteur en médecine militaire Conseiller municipal de Lunel                                                                          |
| 1904    | 1919         | Jean Salducci              | Républicain      | Voyageur de commerce Maire de Lunel (1906-1919)                                                                                      |
| 1919    | 1922         | Elie Ravel                 |                  | Propriétaire à Marsillargues |
| 1922    | 1940         | Auguste Daunis             | SFIO             | Instituteur à Baillargues |
|         |              |                            |                  | |
| 1942    | 1945         | Adrien Bosc                |                  | Viticulteur Maire de Marsillargues Nommé conseiller départemental en 1942                                                            |
|         |              |                            |                  | |
| 1945    | 1973         | Léon Jean                  | SFIO puis PS     | Ouvrier agricole, viticulteur Député (1951-1955) Maire de Lunel-Viel (1947-1977), ancien conseiller d'arrondissement                 |
| 1973    | 1979         | Élie Rauzier (1921-2013)   | PS               | Ingénieur, viticulteur Maire de Lunel (1977-1983) Député-suppléant de Georges Frêche                                                 |
| 1979    | 1985         | Alain Boissonade           | PCF              | Médecin généraliste, psychiatre Conseiller municipal de Lunel                                                                        |
| 1985    | 2015         | Claude Barral              | PS               | Cadre administratif territorial Maire de Lunel (1989-2001) Conseiller régional (1988-1992) Conseiller municipal de Lunel (2001-2008) |

### Conseillers d'arrondissement (de 1833 à 1940)
| Période | Période          | Identité                   | Étiquette        | Qualité |
| ------- | ---------------- | -------------------------- | ---------------- | --- |
| 1833    | 1842             | Auguste Rouet              |                  | Négociant à Lunel                                                                                           |
| 1842    | 1848             | Émile Raffin (1798-1879)   |                  | Notaire à Lunel                                                                                             |
| 1848    | 1852             | Alphonse Ménard            |                  | Docteur en médecine à Lunel                                                                                 |
| 1852    | 1861             | Pierre Chevalier           |                  | Négociant à Lunel                                                                                           |
| 1861    | 1871             | Jean-François Raynaud      |                  | Maire de Saint-Just, juge de paix à Lunel                                                                   |
| 1871    |                  | Henri Daumas               | Républicain      | Médecin à Marsillargues                                                                                     |
|         |                  |                            |                  | |
| 1877    | 1901             | Paul Vigouroux (1843-1902) | Républicain      | Médecin à Montpellier                                                                                       |
| 1901    | 1907             | Antoine Moulin             | POF              | Propriétaire, maire de Marsillargues                                                                        |
| 1907    | 1907 (démission) | Élie Coulondre             | Défense viticole | Viticulteurà Lunel-Viel                                                                                     |
| 1907    | 1910             | Louis Amphoux              | SFIO             | Viticulteur, syndicaliste, maire de Marsillargues                                                           |
| 1910    | 1919             | Louis Martin               | Soc.ind.         | Propriétaire à Lunel                                                                                        |
| 1919    |                  | Émile Bonnefoy             |                  | |
|         |                  |                            |                  | |
| 1928    | 1937             | Auguste Mauras             | SFIO puis PSdF   | Comptable, conseiller municipal de Lunel                                                                    |
| 1937    | 1940             | Léon Jean                  | SFIO             | Ouvrier agricole puis petit propriétaire à Lunel-Viel                                                       |
| 1940    |                  |                            |                  | Les conseils d'arrondissement ont été suspendus par la loi du 12 octobre 1940 et n'ont jamais été réactivés |

### Conseillers départementaux à partir de 2015
| Période élective | Période élective | Mandat | Mandat   | Identité          | Nuance | Nuance | Qualité                                                                                          |
| ---------------- | ---------------- | ------ | -------- | ----------------- | ------ | ------ | ------------------------------------------------------------------------------------------------ |
| 2015             | 2021             | 2015   | 2021     | Claude Barral     |        | PS     | Ancien maire de Lunel Vice-président du Conseil départemental de l'Hérault                       |
| 2015             | 2021             | 2015   | 2021     | Bernadette Vignon |        | DVG    | Maire de Marsillargues jusqu'en 2020 Présidente de la commission des solidarités départementales |
| 2021             | 2028             | 2021   | en cours | Jérôme Boisson    |        | DVG    | Conseiller municipal de Villetelle Membre du groupe "Majoritaire Solidaire et Ecologique"        |
| 2021             | 2028             | 2021   | en cours | Paulette Gougeon  |        | DVD    | Adjointe au maire, puis maire (juillet 2025) de Lunel Membre du groupe "Unis pour l'Hérault"     |

### Résultats détaillés

#### Élections de mars 2015
À l'issue du 1er tour des élections départementales de 2015, deux binômes sont en ballottage : Nicole Mina et Guillaume Vouzellaud (FN, 41,13 %) et Claude Barral et Bernadette Vignon (PS, 30,5 %). Le taux de participation est de 50,01 % (17 186 votants sur 34 364 inscrits) contre 51,87 % au niveau départemental et 50,17 % au niveau national.
Au second tour, Claude Barral et Bernadette Vignon (PS) sont élus avec 50,32 % des suffrages exprimés et un taux de participation de 54,99 % (8 679 voix pour 18 895 votants et 34 362 inscrits).

#### Élections de juin 2021
Le premier tour des élections départementales de 2021 est marqué par un très faible taux de participation (33,26 % au niveau national). Dans le canton de Lunel, ce taux de participation est de 30,42 % (11 018 votants sur 36 219 inscrits) contre 33,27 % au niveau départemental. À l'issue de ce premier tour, deux binômes sont en ballottage : Jérôme Boisson et Paulette Gougeon (Divers, 35,91 %) et Isabelle Buffet et Guillaume Vouzellaud (RN, 34,38 %).
Le second tour des élections est marqué une nouvelle fois par une abstention massive équivalente au premier tour. Les taux de participation sont de 34,36 % au niveau national, 34,7 % dans le département et 32,43 % dans le canton de Lunel. Jérôme Boisson et Paulette Gougeon (Divers) sont élus avec 64,1 % des suffrages exprimés (7 164 voix pour 11 747 votants et 36 228 inscrits),,.

## Composition

### Composition avant 2015
Avant le redécoupage cantonal de 2014, l'ancien canton de Lunel regroupait treize communes.
| Nom                    | Code Insee | Codepostal | Superficie (km2) | Population (dernière pop. légale) | Densité (hab./km2) |
| ---------------------- | ---------- | ---------- | ---------------- | --------------------------------- | ------------------ |
| Lunel (chef-lieu)      | 34145      | 34400      | 23,90            | 25 405 (2012)                     | 1 063              |
| Boisseron              | 34033      | 34160      | 7,46             | 1 884 (2012)                      | 253                |
| Lunel-Viel             | 34146      | 34400      | 11,97            | 3 751 (2012)                      | 313                |
| Marsillargues          | 34151      | 34590      | 42,71            | 6 172 (2012)                      | 145                |
| Saint-Christol         | 34246      | 34400      | 11,29            | 1 455 (2012)                      | 129                |
| Saint-Just             | 34272      | 34400      | 6,08             | 2 867 (2012)                      | 472                |
| Saint-Nazaire-de-Pézan | 34280      | 34400      | 5,66             | 576 (2012)                        | 102                |
| Saint-Sériès           | 34288      | 34400      | 4,56             | 846 (2012)                        | 186                |
| Saturargues            | 34294      | 34400      | 5,99             | 906 (2012)                        | 151                |
| Saussines              | 34296      | 34160      | 6,28             | 943 (2012)                        | 150                |
| Valergues              | 34321      | 34130      | 5,20             | 2 035 (2012)                      | 391                |
| Vérargues              | 34330      | 34400      | 5,51             | 719 (2012)                        | 130                |
| Villetelle             | 34340      | 34400      | 5,31             | 1 448 (2012)                      | 273                |

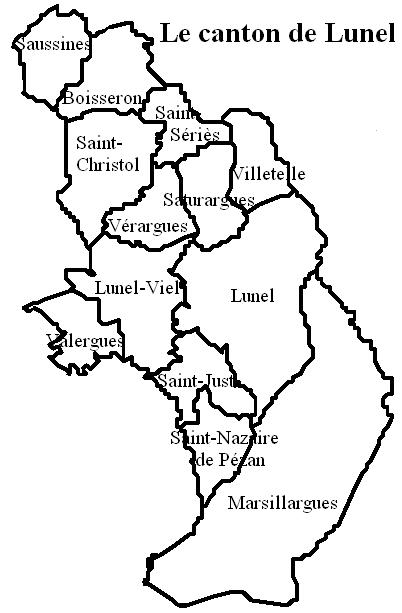
Carte du canton de Lunel.
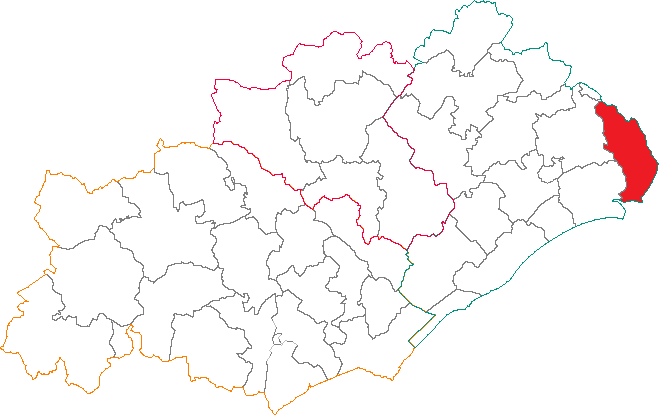
Situation du canton de Lunel dans le département de l'Hérault avant 2015.

### Composition depuis 2015
Lors du redécoupage de 2014, le nouveau canton de Lunel regroupait quinze communes entières.
À la suite de la création de la commune nouvelle Entre-Vignes le 1er janvier 2019, le nombre de communes du canton descend à 14.
| Nom                           | Code Insee | Intercommunalité | Superficie (km2) | Population (dernière pop. légale) | Densité (hab./km2) | Modifier                                    |
| ----------------------------- | ---------- | ---------------- | ---------------- | --------------------------------- | ------------------ | ------------------------------------------- |
| Lunel (bureau centralisateur) | 34145      | CA Lunel Agglo   | 23,90            | 26 380 (2022)                     | 1 104              | modifier les données · modifier les données |
| Boisseron                     | 34033      | CA Lunel Agglo   | 7,46             | 2 178 (2022)                      | 292                | modifier les données · modifier les données |
| Campagne                      | 34048      | CA Lunel Agglo   | 4,84             | 311 (2022)                        | 64                 | modifier les données · modifier les données |
| Entre-Vignes                  | 34246      | CA Lunel Agglo   | 16,80            | 2 186 (2022)                      | 130                | modifier les données · modifier les données |
| Galargues                     | 34110      | CA Lunel Agglo   | 11,43            | 755 (2022)                        | 66                 | modifier les données · modifier les données |
| Garrigues                     | 34112      | CA Lunel Agglo   | 4,92             | 232 (2022)                        | 47                 | modifier les données · modifier les données |
| Lunel-Viel                    | 34146      | CA Lunel Agglo   | 11,97            | 4 497 (2022)                      | 376                | modifier les données · modifier les données |
| Marsillargues                 | 34151      | CA Lunel Agglo   | 42,71            | 6 787 (2022)                      | 159                | modifier les données · modifier les données |
| Saint-Just                    | 34272      | CA Lunel Agglo   | 6,08             | 3 290 (2022)                      | 541                | modifier les données · modifier les données |
| Saint-Nazaire-de-Pézan        | 34280      | CA Lunel Agglo   | 5,66             | 620 (2022)                        | 110                | modifier les données · modifier les données |
| Saint-Sériès                  | 34288      | CA Lunel Agglo   | 4,56             | 972 (2022)                        | 213                | modifier les données · modifier les données |
| Saturargues                   | 34294      | CA Lunel Agglo   | 5,99             | 1 021 (2022)                      | 170                | modifier les données · modifier les données |
| Saussines                     | 34296      | CA Lunel Agglo   | 6,28             | 992 (2022)                        | 158                | modifier les données · modifier les données |
| Villetelle                    | 34340      | CA Lunel Agglo   | 5,31             | 1 698 (2022)                      | 320                | modifier les données · modifier les données |
| Canton de Lunel               | 3412       |                  | 157,91           | 51 919 (2022)                     | 329                | modifier les données                        |

## Démographie

### Démographie avant 2015
| 1962   | 1968   | 1975   | 1982   | 1990   | 1999   | 2006   | 2011   | 2012   |
| ------ | ------ | ------ | ------ | ------ | ------ | ------ | ------ | ------ |
| 16 242 | 18 875 | 21 677 | 26 132 | 32 576 | 41 322 | 45 377 | 48 932 | 49 007 |

### Démographie depuis 2015
En 2022, le canton comptait 51 919 habitants, en évolution de +4,64 % par rapport à 2016 (Hérault : +7,49 %, France hors Mayotte : +2,11 %).
| 2013   | 2018   | 2022   |
| ------ | ------ | ------ |
| 47 890 | 50 496 | 51 919 |

## Galerie photographique

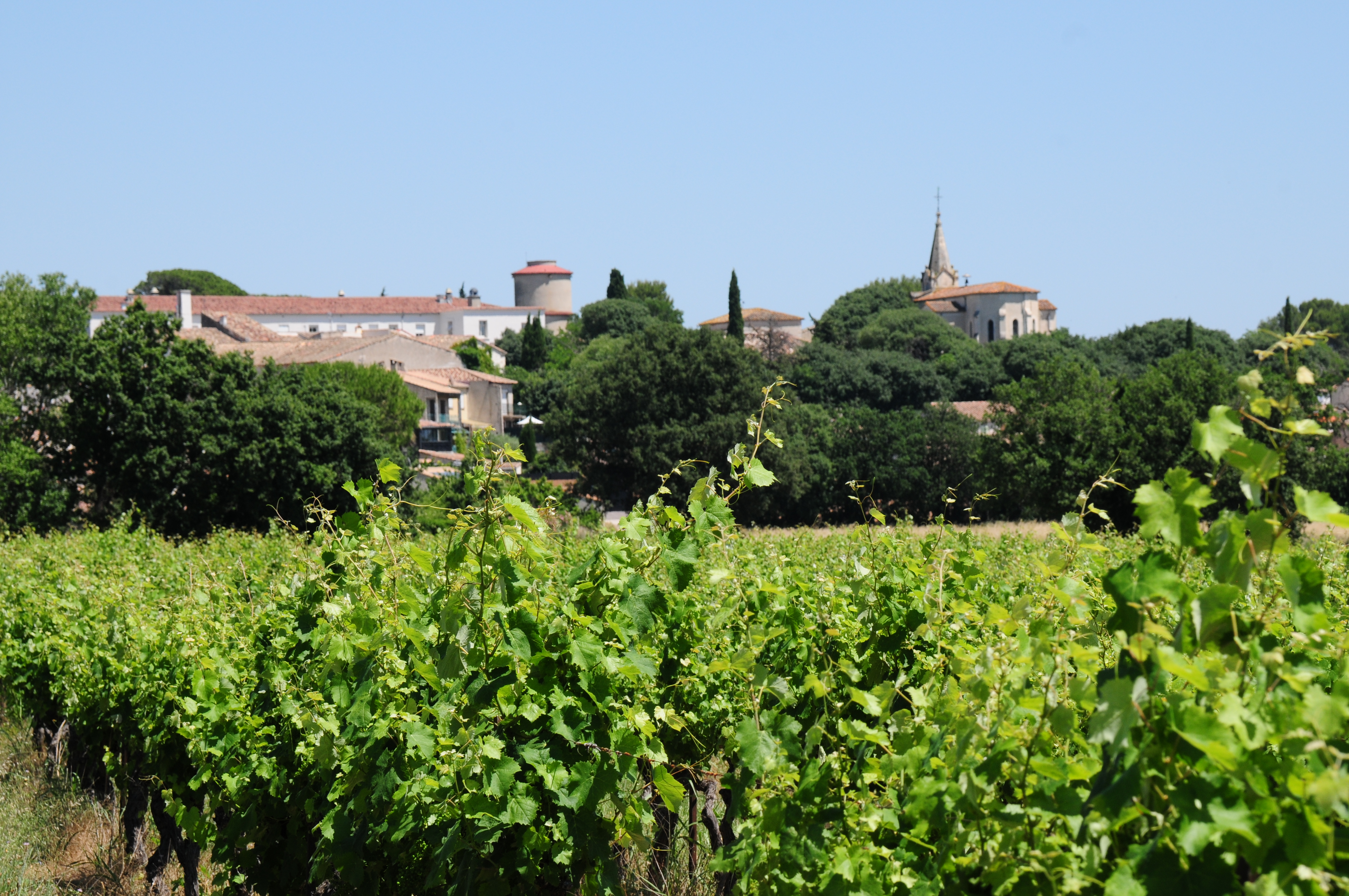
Vue générale de Vérargues depuis les vignes.
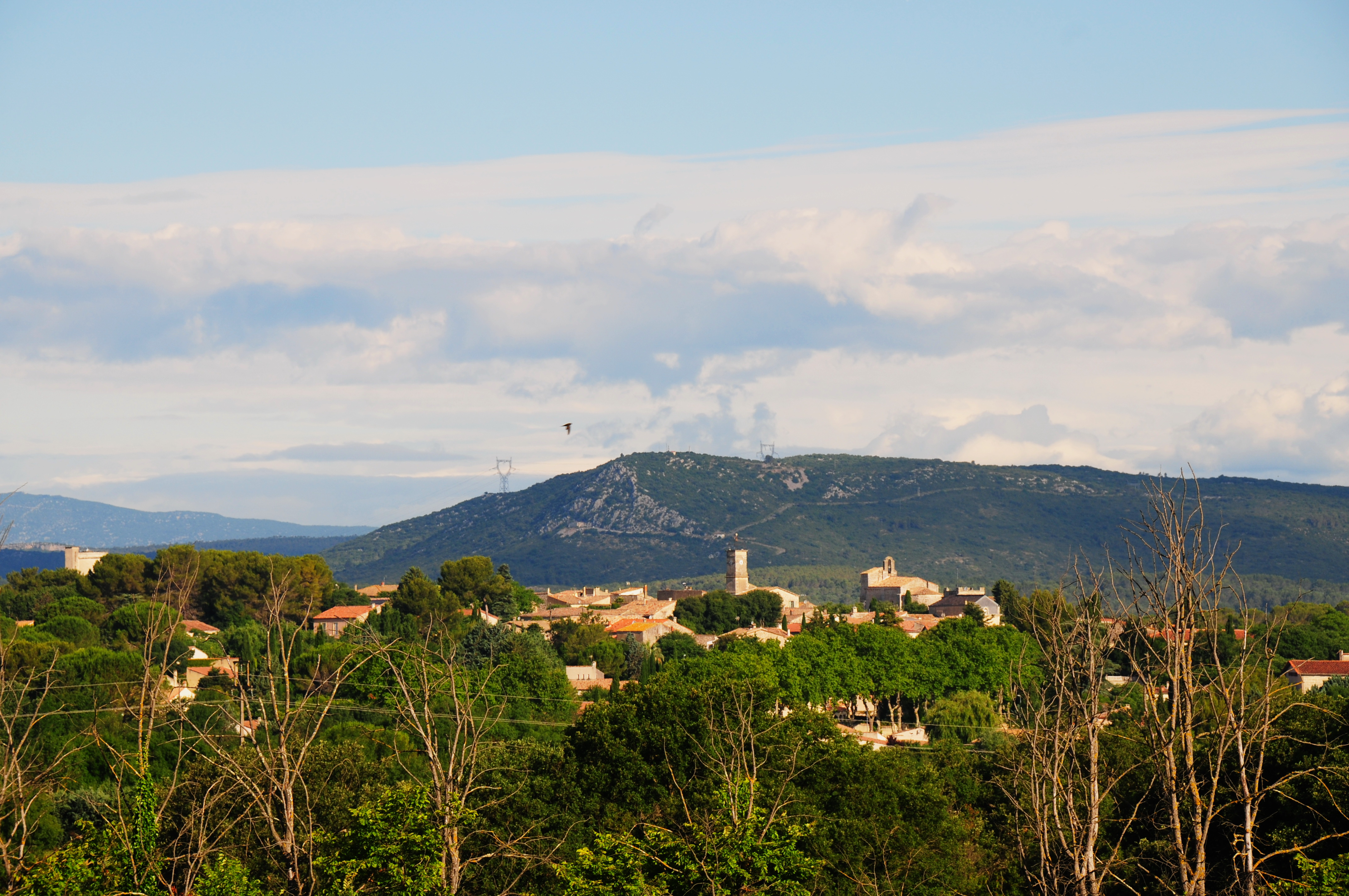
Vue du village de Saussines depuis Boisseron.
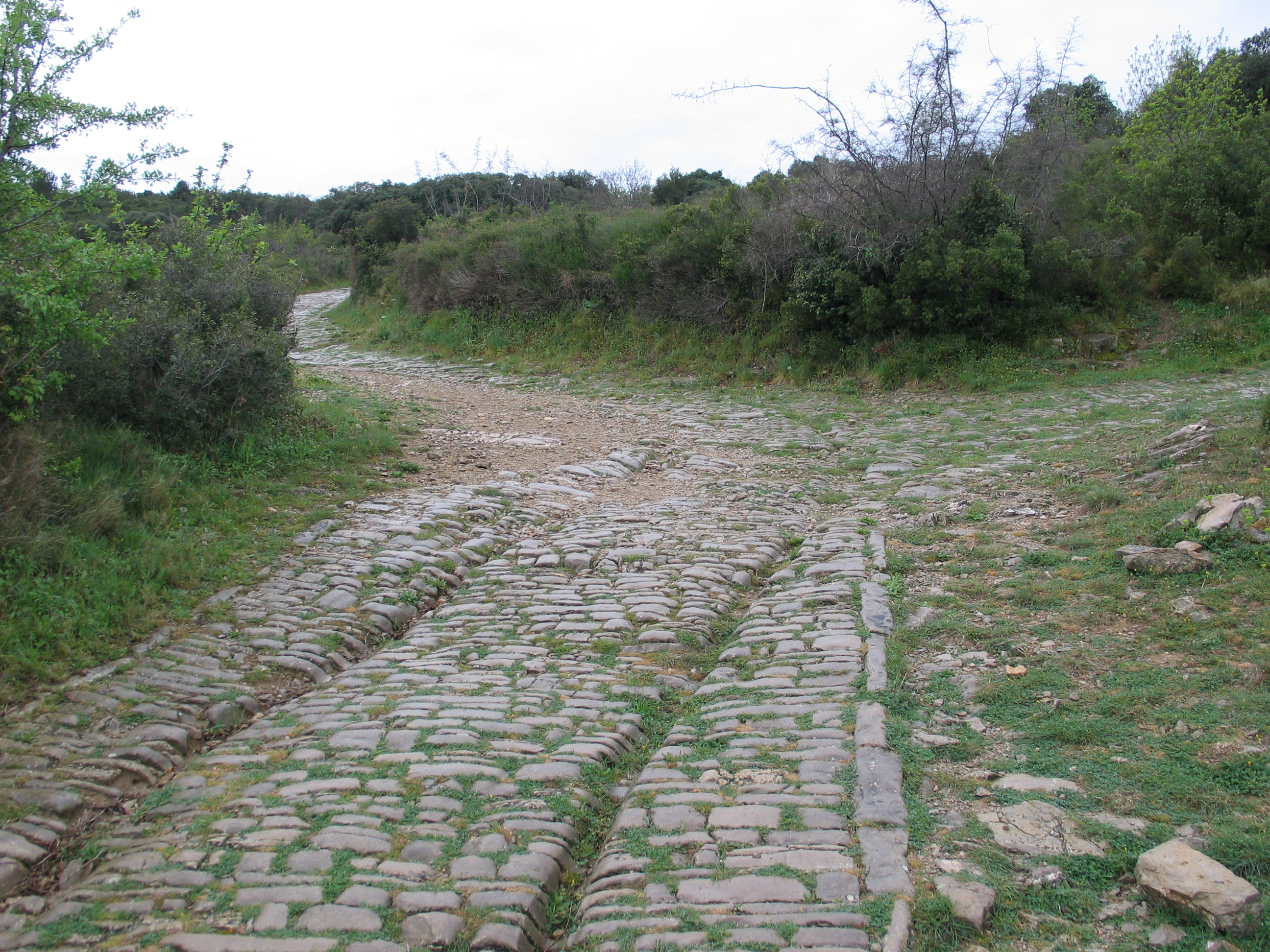
L'oppidum romain d'Ambrussum à Villetelle.
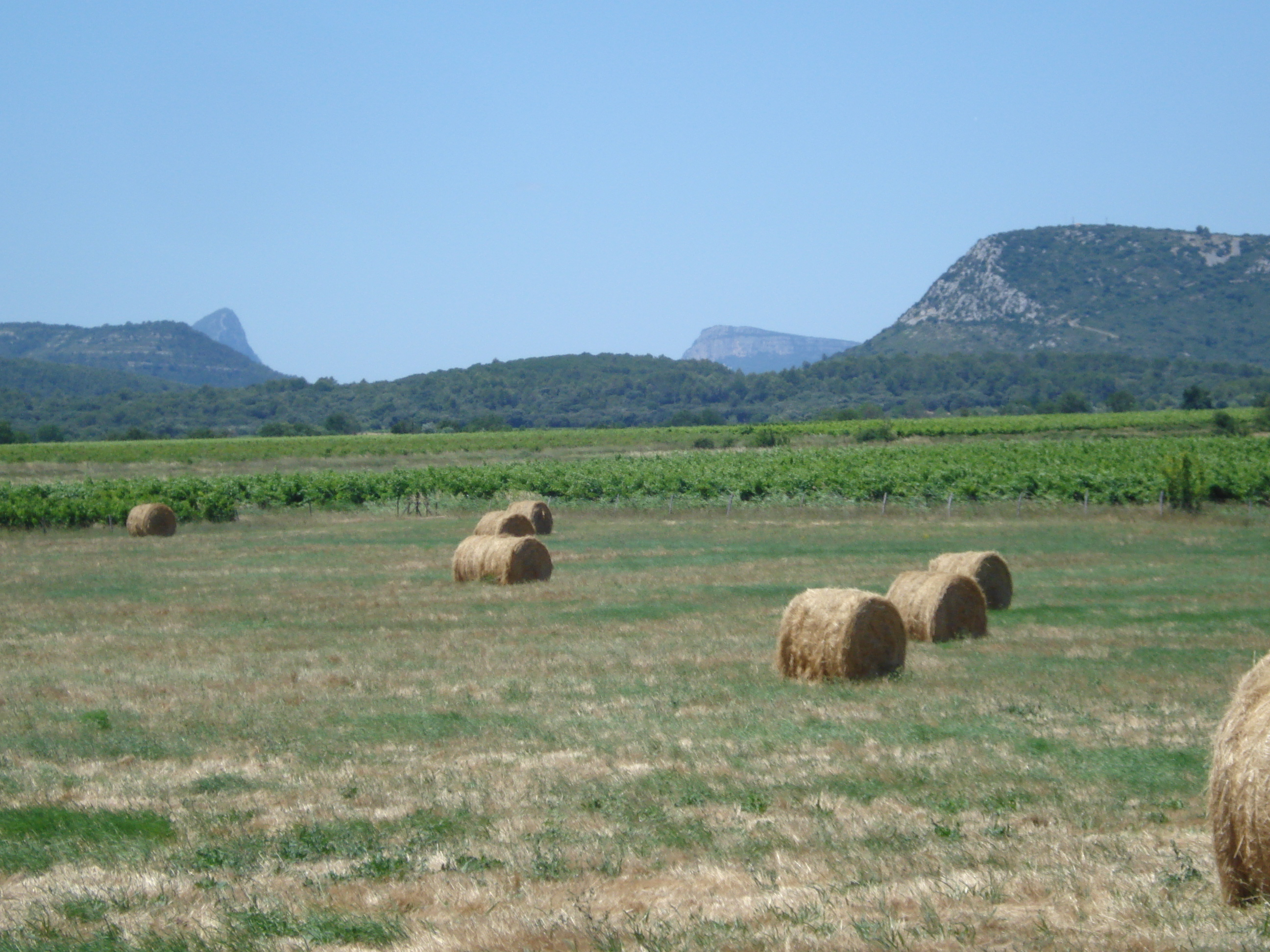
Vue sur le Pic Saint-Loup depuis Galargues.
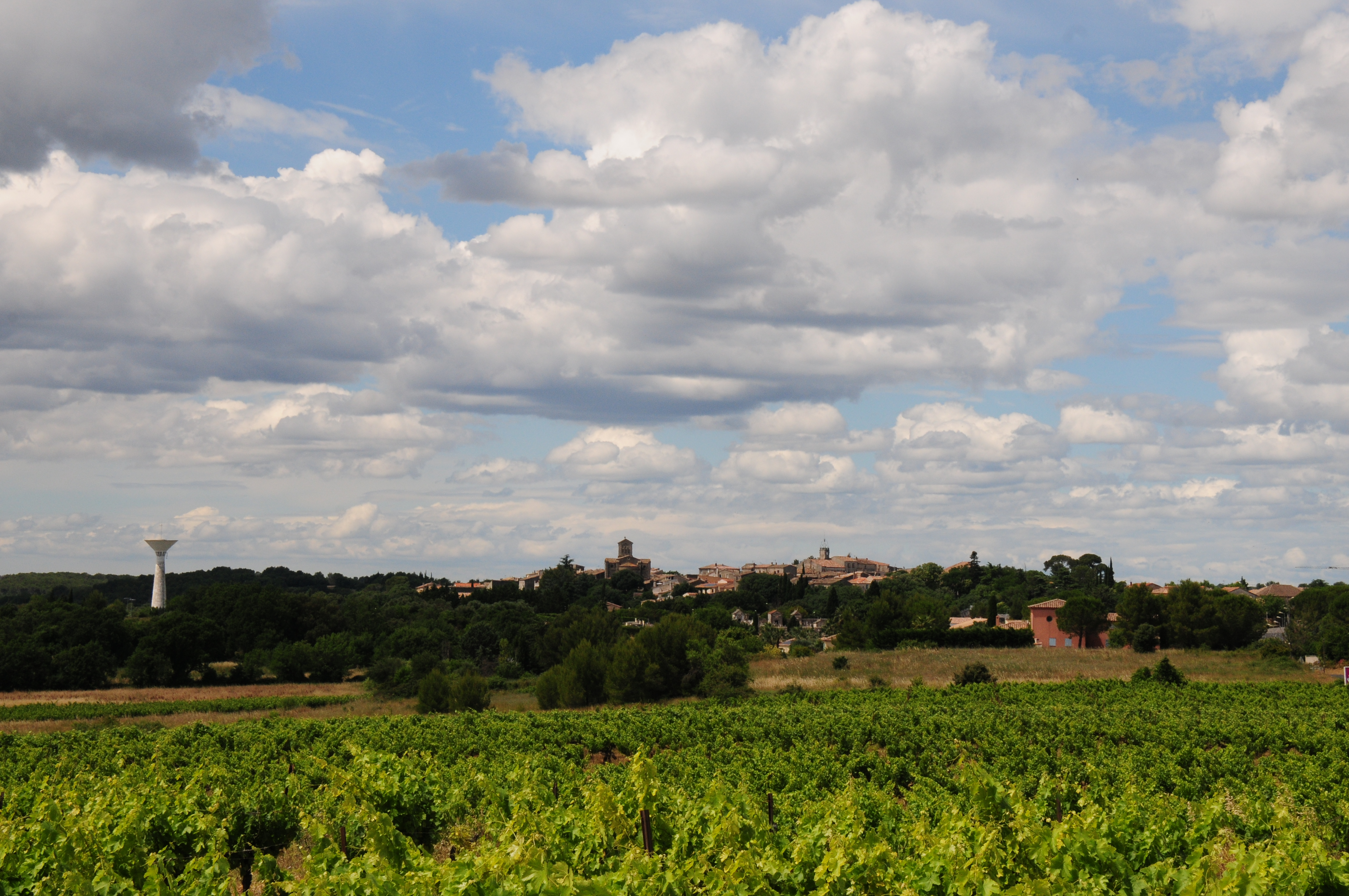
Vue générale de Saint-Christol.
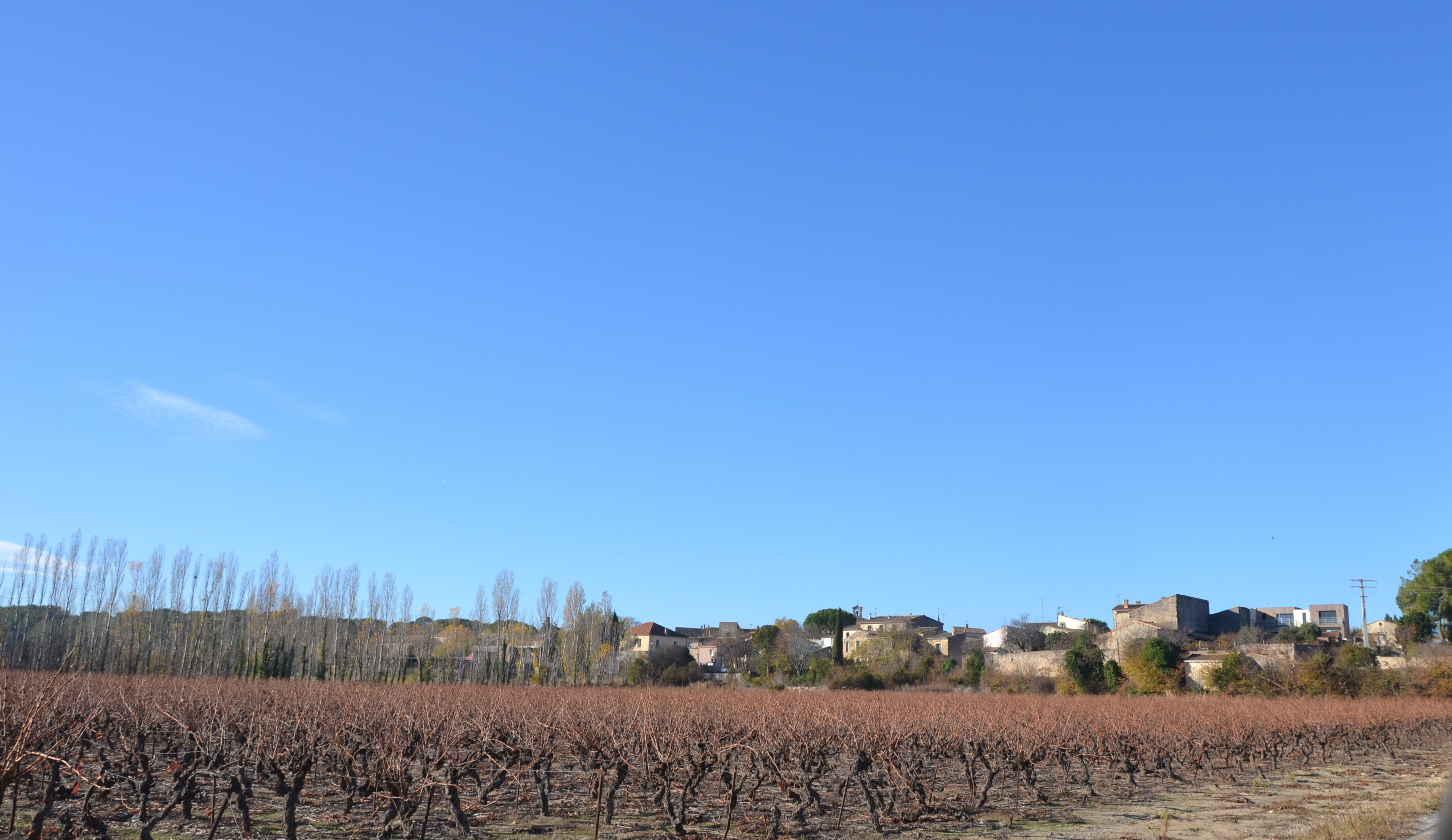
Vue sur les vignes et le village de Saturargues.